# Xu Dishan
Xu Dishan (许地山, * 1893 in Nantai; † 1941 in Hongkong) war ein bedeutender chinesischer Schriftsteller, Gelehrter und Religionswissenschaftler.
Xu wurde auf Taiwan als Sohn einer aus Jieyang (Guangdong) stammenden, patriotischen Familie geboren. Bereits zwei Jahre nach seiner Geburt wurde Taiwan durch japanische Truppen besetzt und die Familie musste auf das Festland übersiedeln, sie ließ sich in Longxi (Fujian) nieder. Obwohl Xus Eltern Buddhisten waren, konvertierte Xu Dishan zum Christentum.
Obwohl seiner Familie die Finanzmittel knapp wurden, schaffte Xu Dishan es im Jahr 1917, in die Yanjing-Universität (Peking) aufgenommen zu werden. Dort nahm er aktiv an der Bewegung des vierten Mai teil und begann, für die Zeitschrift neue Gesellschaft (新社会) zu schreiben. 1920 schloss er sein Studium der Literaturwissenschaft ab und bekam eine Forschungsstelle; 1922 schloss er sein Studium der Religionswissenschaften ab. Aus dieser Phase stammt eine hohe Anzahl von frühen Essays, von denen der berühmteste Die Erdnuss (落花生) ist. Diese Essays drücken in flüssigem und knappen Stil seine Lebensphilosophie, seine reiche Vorstellungsgabe und starken Gefühle aus.
Von 1923 bis 1926 führten ihn Auslandsaufenthalte zunächst in die USA an die Columbia University und später nach Großbritannien an die Oxford University, wo er in Religionsgeschichte, Philosophie und Volkskunde forschte. Auf dem Rückweg von England nach China unterbrach er seine Reise in Indien, wo er Sanskrit und Buddhismus studierte.
Ab 1927 arbeitete Xu Dishan als Professor an der Yanjing-Universität, unterrichtete aber auch an der Peking-Universität und der Tsinghua-Universität. Im Jahr 1935 verließ er Peking in Richtung Hongkong, nachdem er sich mit dem Rektor der Yanjing-Universität, John Leighton Stuart, zerstritten hatte.
In Hongkong war er neben seiner Professorenstelle an der Hong Kong University im Widerstand gegen den japanischen Angriff gegen China aktiv. Er hatte auch den Vorsitz der Hongkonger Vereinigung der Schriftsteller und Künstler inne. In dieser Funktion machte er vor allem Bittgänge bei verschiedensten Geldgebern, um die Widerstandsaktivitäten finanzieren zu können. Im Jahr 1941 starb Xu Dishan an einer Krankheit, die durch Überarbeitung ausgelöst worden war.
Neben zahlreichen Kurzgeschichten, Essays und einigen Romanen hinterließ Xu eine Vielzahl von Schriften über die chinesischen Religionen, die weithin Anerkennung bei anderen chinesischen Gelehrten fand, obwohl Xu selbst Christ war.
| Personendaten    | Personendaten                                                       |
| ---------------- | ------------------------------------------------------------------- |
| NAME             | Xu Dishan                                                           |
| ALTERNATIVNAMEN  | 萧红; Hsiao Hung                                                    |
| KURZBESCHREIBUNG | chinesischer Schriftsteller, Gelehrter und Religionswissenschaftler |
| GEBURTSDATUM     | 1893                                                                |
| GEBURTSORT       | Nantai                                                              |
| STERBEDATUM      | 1941                                                                |
| STERBEORT        | Hongkong                                                            |